# 1998 en science
| Années de la science : 1995 - 1996 - 1997 - 1998 - 1999 - 2000 - 2001    |
| Décennies de la science : 1960 - 1970 - 1980 - 1990 - 2000 - 2010 - 2020 |

Cet article présente les faits marquants de l'année 1998 en science.

## Évènements
- Janvier : lors de la réunion de l'Union américaine d'astronomie, deux équipes américaines concurrentes, le Supernova Cosmology Project et la High-Z supernovae search team annoncent avoir mis en évidence une accélération de l'expansion de l'Univers par l'observation de supernovae Ia[1].
- 22 mars : chute au Texas de la météorite Monahans. Il s'agit d'une chondrite dans laquelle sont trouvées les premières inclusions liquides, indice d'une présence d'eau dans le système solaire primitif[2].
- 27 mars : la commercialisation du Viagra (citrate de sildénafil), premier médicament oral traitant les troubles de l'érection conçu par Pfizer est approuvé par la Food and Drug Administration aux États-Unis[3].
- 25 mai : le VLT au Chili capte sa première lumière[4].
- 4-9 juin : le physicien Takaaki Kajita de l'observatoire super-kamiokande au Japon annonce avoir mis expérimentalement en évidence la masse des neutrinos lors la conférence internationale sur les neutrinos à Takayama[5],[6].
- 11 décembre : publication du génome du ver nématode Caenorhabditis elegans [7]. C'est le premier animal dont le génome est entièrement séquencé.

## Publications
- Jean-Pierre Changeux; Paul Ricœur : Ce qui nous fait penser. Odile Jacob, Paris (1998)
- Antoine Danchin : La Barque de Delphes, Éditions Odile Jacob, mai 1998,  (ISBN 978-2-7381-0591-2)
- Karl Popper : The World of Parmenides, Essays on the Presocratic Enlightenment, 1998, (posthume, édité par Arne F. Petersen et Jørgen Mejer),  (ISBN 978-0-415-17301-8)

## Prix
- Prix Nobel

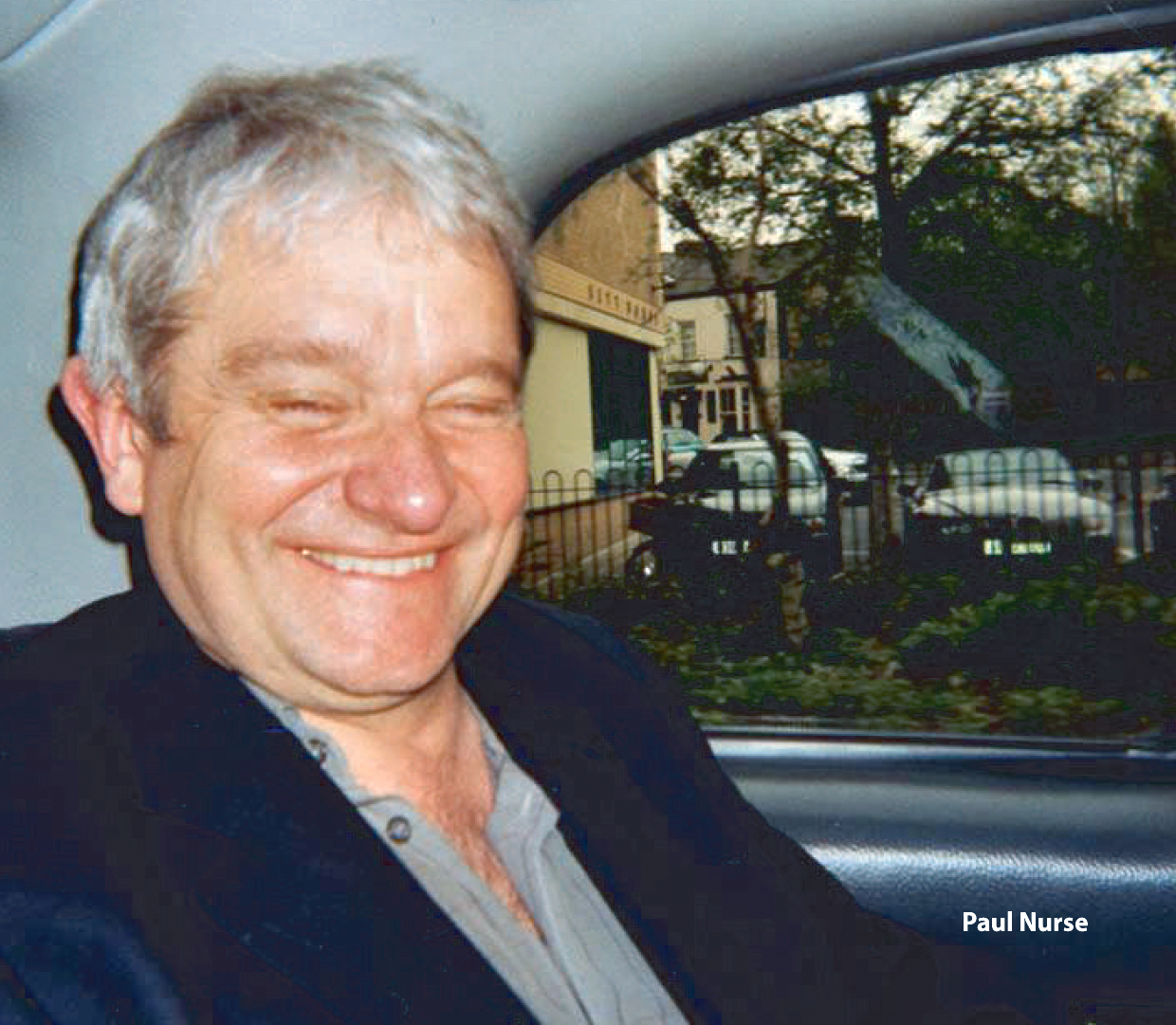
Paul Nurse

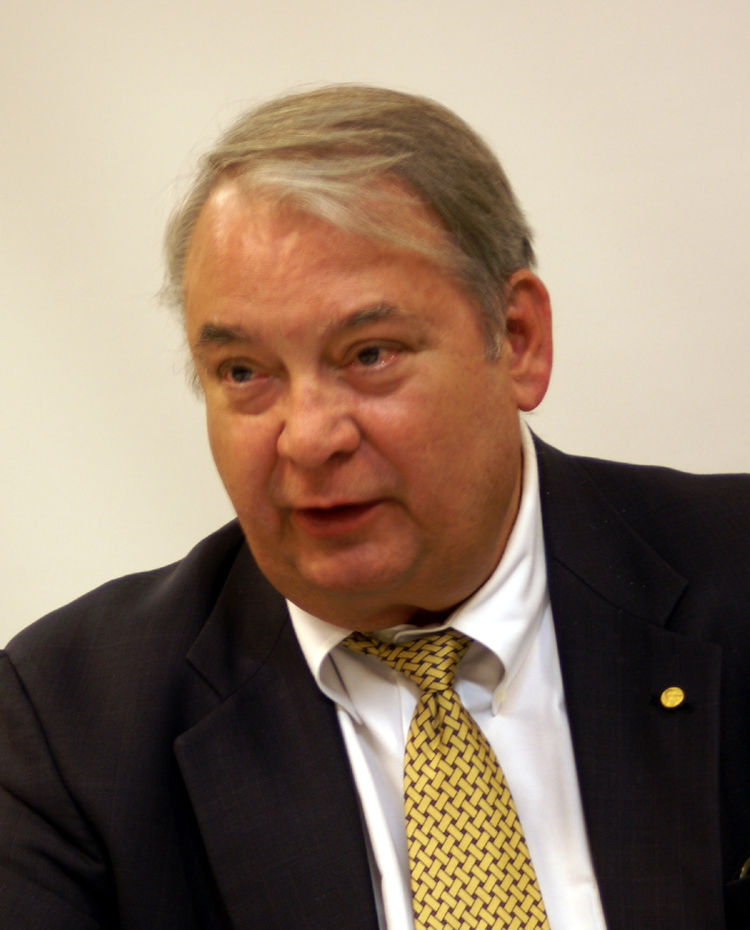
Ferid Murad

  - Prix Nobel de physiologie ou médecine : Robert Furchgott, Louis J. Ignarro, Ferid Murad
  - Prix Nobel de physique : Robert B. Laughlin, Horst L. Störmer, Daniel C. Tsui
  - Prix Nobel de chimie : Walter Kohn, John A. Pople

- Prix Albert-Lasker
  - Prix Albert-Lasker pour la recherche médicale fondamentale : Leland Hartwell, Yoshio Masui, Paul Nurse
  - Prix Albert-Lasker pour la recherche médicale clinique : Alfred G. Knudson, Peter Nowell (en), Janet Rowley

- Médailles de la Royal Society
  - Médaille Buchanan : Barry J. Marshall
  - Médaille Copley : Michael James Lighthill
  - Médaille Darwin : Michael Denis Gale et Graham Moore (en)
  - Médaille Davy : Alan Roy Fersht (en)
  - Médaille Hughes : Raymond Hide
  - Médaille royale : Edwin Southern, Ricardo Miledi, Donald Charlton Bradley
  - Médaille Rumford : Richard Henry Friend

- Médailles de la Geological Society of London
  - Médaille Lyell : Simon Conway Morris
  - Médaille Murchison : Robert Stephen John Sparks
  - Médaille Wollaston : Karl Turekian (en)

- Prix Armand-Frappier : Samuel O. Freedman
- Prix Jules-Janssen (astronomie) : Michel Mayor
- Prix Turing en informatique : James Gray
- Médaille Bruce (Astronomie) : Donald Lynden-Bell
- Médaille linnéenne : Mark Wayne Chase et Colin Patterson
- Médaille d'or du CNRS : Pierre Potier

## Décès

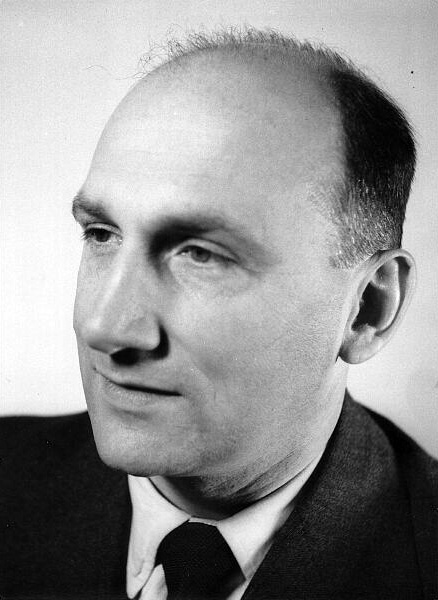
Vladimir Prelog

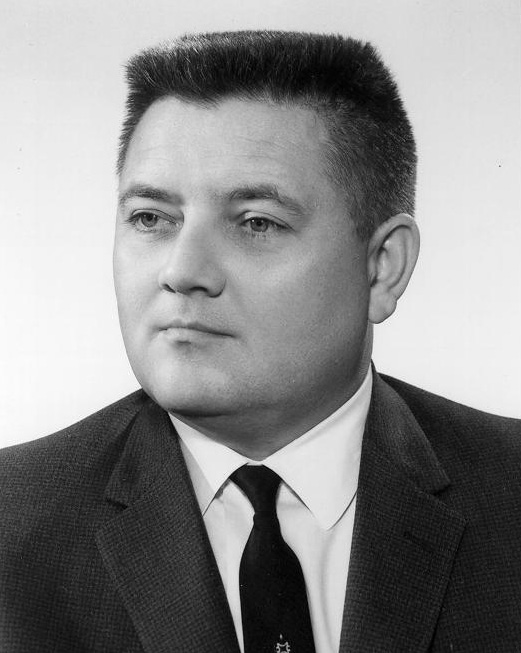
Edwin Thompson Jaynes

### 1ertrimestre
- 3 janvier : Geoffrey Watson (né en 1921), statisticien australien.
- 7 janvier : Vladimir Prelog (né en 1906), chimiste suisse-croate, prix Nobel de chimie en 1975.
- 9 janvier : Ken'ichi Fukui (né en 1918), chimiste japonais.
- 20 janvier : Jacob Cohen (né en 1923), statisticien américain.

- 2 février : Haroun Tazieff (né en 1914), ingénieur, agronome, géologue et volcanologue naturalisé belge puis français.
- 9 février : Paul Lévy (né en 1909), ethnologue français.
- 14 février : Denise Paulme (née en 1945), anthropologue française.
- 27 février : George Hitchings (né en 1905), chimiste et biochimiste américain, prix Nobel de physiologie ou médecine en 1988.

- 16 mars : Derek Harold Richard Barton (né en 1918), chimiste britannique, prix Nobel de chimie en 1969.
- 19 mars : Jean Rouxel (né en 1935), chimiste français.

### 2etrimestre
- 4 avril : Kate Bosse-Griffiths (née en 1910), égyptologue britannique.
- 10 avril : Raimond Castaing (né en 1921), physicien français.
- 20 avril : Edwin Thompson Jaynes (né en 1922), physicien américain.
- 26 avril : David Fasold (né en 1939), capitaine de marine marchande et archéologue américain.
- 27 avril : Carlos Castaneda (né en 1925), anthropologue américain.

- 7 mai : Allan McLeod Cormack (né en 1924), physicien sud-africain naturalisé américain, prix Nobel de physiologie ou médecine en 1979.
- 11 mai : Michel Gruet (né en 1912), archéologue, paléontologue et préhistorien français.
- 22 mai : José Enrique Moyal (né en 1910), mathématicien et physicien australien.

- 8 juin : Maria Reiche (née en 1903), archéologue allemande.

### 3etrimestre
- 21 juillet : Alan Shepard (né en 1923), astronaute américain.

- 4 août : Iouri Artioukhine (né en 1930), cosmonaute soviétique.
- 18 août : Otto Wichterle (né en 1913), chimiste et inventeur tchèque.
- 26 août : Frederick Reines (né en 1918), physicien américain, prix Nobel de physique en 1995.
- 2 septembre : Charles A. Ferguson (né en 1921), linguiste et professeur américain.
- 13 septembre : Antonio Núñez Jiménez (né en 1923), anthropologue et un géographe cubain.
- 28 septembre : Marcel Pourbaix (né en 1904), électrochimiste belge.
- 24 septembre : Jean-Marie Pesez (né en 1929), archéologue et historien de la civilisation rurale français.

### 4etrimestre
- 12 octobre : Wilson Allen Wallis (né en 1912), économiste et statisticien américain.
- 16 octobre : Jon Postel (né en 1943), informaticien américain.
- 17 octobre : Boris Floricic (né en 1972), hacker allemand d'origine croate.
- 19 octobre : Pierre Métais (né en 1906), ethnologue français.
- 25 octobre : Geoffrey Clough Ainsworth (né en 1905), mycologue et un historien des sciences britannique.
- 28 octobre : Tommy Flowers (né en 1905), ingénieur anglais, concepteur du Colossus.
- 19 novembre : Louis Dumont (né en 1911), anthropologue français.
- 26 novembre : Ahmed Mahmoud Moussa (né en 1934), égyptologue égyptien.
- 27 novembre : Moshé Flato (né en 1937), physicien et mathématicien français.

- 7 décembre : Martin Rodbell (né en 1925), biochimiste américain, prix Nobel de physiologie ou médecine en 1994.
- 14 décembre : Jim Jensen (né en 1918), paléontologue américain.
- 18 décembre : Lev Demine (né en 1926), cosmonaute soviétique.
- 20 décembre : Alan Lloyd Hodgkin (né en 1914), biologiste britannique, prix Nobel de physiologie ou médecine en 1963.